# ماريا باكالوفا
ماريا باكالوفا ( (بالبلغارية: Мария Бакалова)‏ ‎[mɐˈrijɐ bɐˈkaɫovɐ]‏ ؛ من مواليد 4 يونيو 1996) هي ممثلة بلغارية . اكتسبت اهتمامًا دوليًا لدورها في دور توتار ساجدييف في فيلم بورات 2 لعام 2020 . في عام 2021 ، أصبحت أول بلغارية يتم ترشيحها لجائزة جولدن جلوب وجائزة نقابة ممثلي الشاشة .  حصلت على ترشيحات لأفضل ممثلة - كوميديا فيلم سينمائي أو أداء موسيقي ومميز من قبل ممثلة أنثى في دور داعم .

## حياتها المبكرة
ولدت باكالوفا في بورغاس . بدأت في الغناء والعزف على الناي في سن السادسة.  تخصصت باكالوفا في المسرح الدرامي في المدرسة الوطنية للفنون في بورغاس. تخصصت في الدراما في أكاديمية كراستيو سارافوف الوطنية للمسرح وفنون السينما في صوفيا ، وتخرجت في عام 2019. 

## فيلموغرافيا

### فيلم
| عام  | عنوان                                          | وظيفة         | مخرج (ق)                             | ملاحظات            |
| ---- | ---------------------------------------------- | ------------- | ------------------------------------ | ------------------ |
| 2017 | ثاني عشر أ                                     | ميلينا        | ماجدالينا رالتشيفا                   | لاول مرة في الفيلم |
| 2018 | الملائكة                                       | أنجيلا        | لاتشزار بتروف                        |                    |
| 2018 | Transgression (2018 film) [Трансгресия (филм)] | يانا          | فال تودوروف                          |                    |
| 2019 | بسبب ظروف غير متوقعة                           | فتاة في تاكسي | بيتر شيفيسكي                         |                    |
| 2019 | فتاة الاحلام                                   | فتاة الاحلام  | بيتر شيفيسكي                         |                    |
| 2019 | الأب                                           | فالنتينا      | - Kristina Grozeva - Petar Valchanov |                    |
| 2020 | الاتصال الاخير                                 | الكسندرا      | إيفايلو بنشيف                        |                    |
| 2020 | فيلم بورات لاحقة                               | توتار ساجدييف | جايسون وولينر                        |                    |

### التلفاز
| عام  | عنوان   | وظيفة | ملاحظات |
| ---- | ------- | ----- | ------- |
| 2015 | تيبيشنو | ماريا | 4 حلقات |

## روابط خارجية
- ماريا باكالوفا في قاعدة بيانات الأفلام على الإنترنت
- ماريا باكالوفا على إنستغرام